# Allen Weinstein
Pour les articles homonymes, voir Weinstein.
Allen Weinstein (1 septembre 1937 - 18 juin 2015) était un éducateur, un historien américain et un fonctionnaire fédéral des plusieurs bureaux différents. Il est un des fondateurs du National Endowment for Democracy sous le gouvernement conservateur de Ronald Reagan dans son programme de la « White propaganda » (littéralement, propagande blanche). D'après lui « Une grande partie de ce que nous faisons aujourd’hui, la CIA le faisait clandestinement il y a vingt-cinq ans ».